# Liste der Bischöfe von Pesaro
Die folgenden Personen waren Bischöfe und Erzbischöfe von Pesaro (Italien):
- Heiliger Terenzio (?–251)
- Heiliger Fiorenzo (251–?)
- Heiliger Decenzio (302–312)
- Heiliger Eracliano (321?–359 ?)
- German oder Germino (496–523 ?)
- Felix (578–600 ?)
- Massimo (649–?)
- Bennato oder Beato (680–?)
- Andreas (743–757 ?)
- Stabilino (769–?)
- Domenico I. (820–852)
- Raguele (853–861)
- Giuseppe (868–871)
- Adonio oder Adone (877–?)
- Lorenz (887–?)
- Ranieri oder Raniero (890–?)
- Adalbert oder Alberto (998–?)
- Pietro I. (1044–1061)
- Domenico II. (1062–1073)
- Michele (1074–1075)
- Anonimo (1113–?)
- Bambo oder Bambone (1123–1147 ?)
- Pietro II. (1170–1175)
- Stefan (1176–1177)
- Pietro II. (erneut) (1177–1187)
- Guido (1188–1190)
- Enrico I. (1190–1210)
- Pietro III. (1210–1218)
- Bartolomeo (1218–1256)
- Uguccione oder Ugo (1257–1267)
- Nicolò De’ Fieschi (1268–1271)
- Tommaso (1272–1275)
- Francesco (1276–1283)
- Accorso oder Accorsio (1283–1291)
- Salvo oder Salvio (1292–?)
- Pietro IV. (1296–1315)
- Giunta (1316 –?)
- Pietro V. (1317–1343)
- Francesco Vinoli (1343–1346)
- Amodeo oder Ondedeo (1346–1353)
- Biagio Geminelli (1354–1357)
- Enrico II. (1357–1358)
- Nicolò de’ Merciari (1359–1370)
- Leale de’ Malatesti (1370–1374)
- Nicolò (1374)
- Angelo Feducci oder Feduzzi (1374–1381)
- Sedisvakanz 1381–1389
- Francesco III. (1389–1398)
- Angelo Roccio oder Rocci (1398–1406)
- Antonio Casini (1406–1409)
- Bartolomeo Casini (1409–1419)
- Giovanni Benedetti (1419–1451)
- Giovanni Paterna (1451–1470)
- Barnaba Mersoni oder Merloni (1471–1474)
- Tommaso Vincenzi e dei Giangarelli (1475–1479)
- Lorenzo Capodiferro oder Capoferro (1479–1487)
- Astorre Malvezzi (1487–1488)
  - Ascanio Maria Kardinal Sforza (1488–1490) (Apostolischer Administrator)
- Luigi Capra (1491–1498)
- Francesco Oricellai oder de’ Rucellai (1499–1503)
  - Giovanni de’ Medici (1503–1504) (Apostolischer Administrator)
- Francesco Riccardi oder Ricciardi (1504–1508)
- Albertino Della Rovere (1508–1513)
- Paride Grassi (1513–1528)
- Baldassarre Cataneo De’ Grassi (1528)
- Giacomo Kardinal Simonetta (1528–1535)
- Ludovico Kardinal Simonetta (1537–1561)
- Giulio Simonetta (1561–1576)
- Roberto Sassatelli (1576–1586)
- Cesare Benedetti (1586–1609)
- Bartolomeo Gregori o Giorgi (1609–1612)
- Malatesta Baglioni (1612–1641)
- Giovanni Francesco Passionei (1641–1657)
- Giovanni Lucido Palombara (1658–1666)
- Alessandro Diotallevi (1667–1676)
- Girolamo Valvassori (1677–1684)
- Alessandro Avio (1688–1702)
- Filippo Carlo Spada (1702–1738)
- Umberto Luigi Radicati (1739–1773)
- Mario Antonio Conti (1774–1775)
- Gennaro Antonio Kardinal De Simone (1775–1779)
- Rocco Maria Barsanti (1779–1784)
- Giuseppe Maria Luvini (1785–1790)
- Giuseppe Beni (1794–1806)
- Andrea Mastai Ferretti (1806–1822)
- Ottavio Zollio (1822–1824)
- Felice Bezzi (1824–1828)
- Filippo Monacelli (1828–1839)
- Francesco Canali (1839–1846)
- Giovanni Carlo Gentili (1847–1854)
  - Giovan Battista Cerruti (1854–1857) (Apostolischer Administrator)
- Clemente Fares (1856–1896)
- Carlo Bonaiuti (1896–1904)
- Paolo Marco Tei, O.F.M. Cap. (1904–1916)
- Bonaventura Porta (1917–1952)
- Luigi Carlo Borromeo (1952–1975)
- Gaetano Michetti (1975–1998)
- Angelo Bagnasco (1998–2003) (erster Erzbischof)
- Piero Coccia (2004–2022)
- Sandro Salvucci (seit 2022)